# Кутлу-Букашское сельское поселение
Кутлу-Букашское се́льское поселе́ние — муниципальное образование в Рыбно-Слободском районе Татарстана Российской Федерации.
Административный центр — село Кутлу-Букаш.

## История
Статус и границы сельского поселения установлены Законом Республики Татарстан от 31 января 2005 года № 37-ЗРТ «Об установлении границ территорий и статусе муниципального образования "Рыбно-Слободский муниципальный район" и муниципальных образований в его составе».

## Население
| 2010  | 2011  | 2012  | 2013  | 2014  | 2015  | 2016  |
| ----- | ----- | ----- | ----- | ----- | ----- | ----- |
| 2171  | ↘2159 | ↘2152 | ↘2107 | ↘2080 | ↘2055 | ↘2019 |
| 2017  | 2018  |       |       |       |       |       |
| ↘2009 | ↘1984 |       |       |       |       |       |

## Состав сельского поселения
| № | Населённый пункт     | Тип населённого пункта       | Население |
| - | -------------------- | ---------------------------- | --------- |
| 1 | Кутлу-Букаш          | село, административный центр |           |
| 2 | Мамли-Козяково Челны | село                         |           |
| 3 | Сатлыган             | деревня                      |           |
| 4 | Тябердино-Челны      | деревня                      |           |